# Partier fra Randbøl Dal
|  | Denne artikel er oprettet af botten PalnaBot ud fra en ekstern database. Den kan derfor have sproglige fejl eller mangler. Denne skabelon kan fjernes efter kontrol af indholdet. |

Partier fra Randbøl Dal er en film med ukendt instruktør.